# Orden inom mig
Orden inom mig är ett album av trallpunkbandet Charles (tidigare Charles Hårfager). Albumet är släppt 1995 av Kamel Records.

## Låtlista
1. "Ingen"
2. "Den mållöse"
3. "Tillfälligt sinneshaveri"
4. "Slutstationen"
5. "I förödelsens land"
6. "Sorgens labyrint"
7. "Där hatet bor"
8. "Väsen"